# حقوق بومیان
حقوق بومیان آن حقوقی است که بر به رسمیت شناختن شرایط خاص بومیان دلالت دارد. این حقوق نه تنها شامل اساسی‌ترین حقوق بشر برای حفظ بقا است، بلکه حفاظت از سرزمین، زبان، مذهب و دیگر عناصر میراث فرهنگی که بخشی از هویت آنها را به عنوان یک ملت تشکیل می‌دهد را نیز شامل می‌شود. این حقوق می‌تواند به عنوان یک بیانیه برای حمایت از سازمان‌های اجتماعی یا تشکیل بخشی از قانون ملی در ایجاد ارتباط بین دولت و حق  تعیین سرنوشت بین مردم بومی در داخل مرزهای آن‌ها، یا در قانون بین‌المللی به عنوان یک محافظت در برابر تخطی از اقدامات دولت‌ها یا گروه‌ها جهت کسب منافع خصوصی به کار رود.